# Alexander Friedrich Wilhelm Preusser

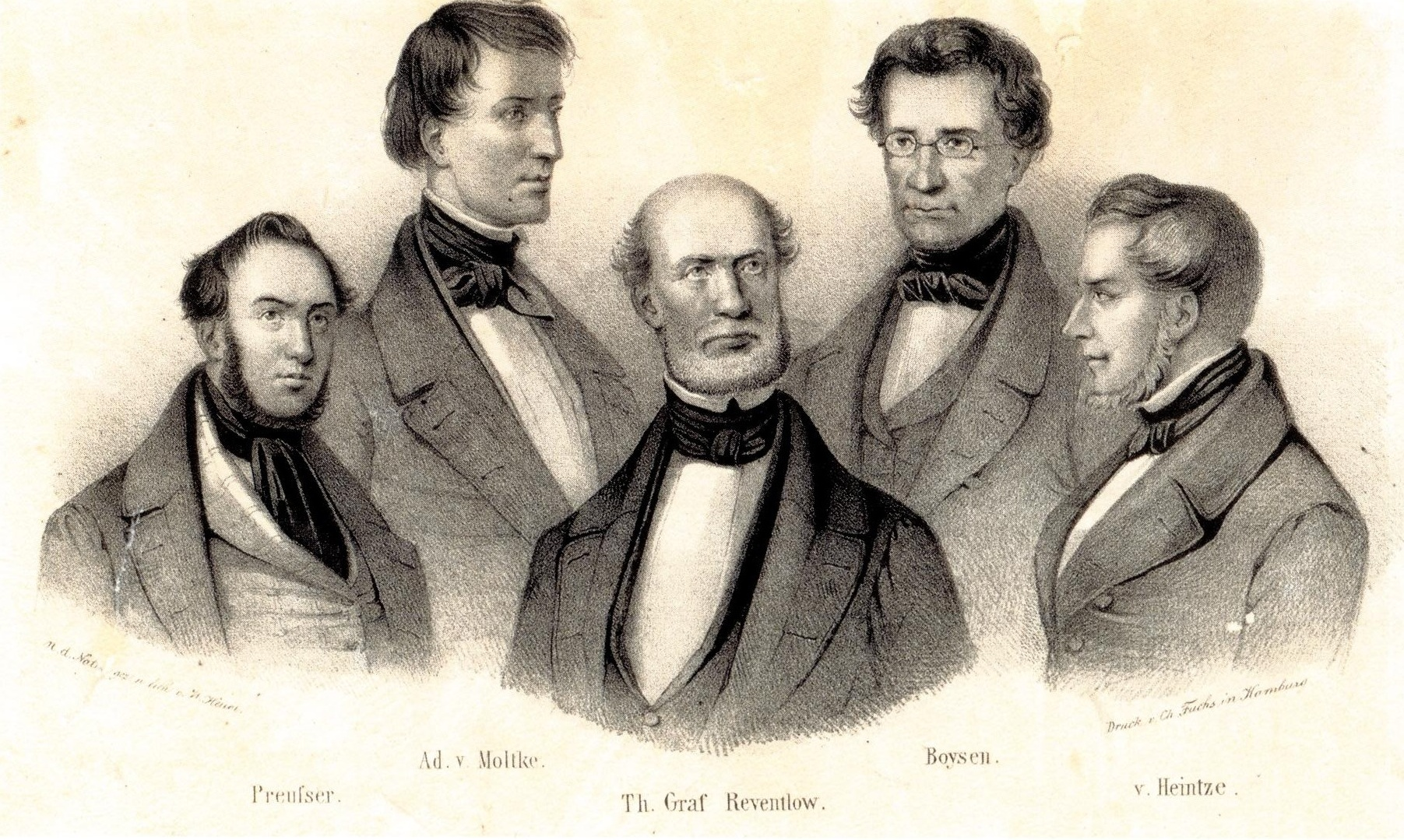
Preußer (links) als Mitglied der Gemeinsamen Regierung 1848/49

Alexander Friedrich Wilhelm Preusser (* 19. November 1799 in Garding; † 27. Oktober 1885 in Kiel) war schleswig-holsteinischer Oberappellationsgerichtsrat und Politiker.

## Leben
Alexander Friedrich Wilhelm Preusser war Sohn des Arztes Georg Wilhelm Preusser in Garding. Er studierte Rechtswissenschaften an den Universitäten Bonn und Kiel. Nach dem 1824 vor dem Obergericht Gottorf bestandenen Examen wurde er 1825 Untergerichtsadvokat in Kiel und 1833 Obergerichtsadvokat. Von 1837 bis 1842 war er in der Generalzollkammer zu Kopenhagen mit der Umgestaltung des Zollrechts beschäftigt. 
Nach Kiel zurückgekehrt, wurde er 1842 zum Syndikus der Stadt erwählt. Dieses Amt bekleidete er bis 1843 und wurde dann Oberappellationsgerichtsrat am Schleswig-Holstein-Lauenburgischen Oberappellationsgericht. Preusser war 1848 Abgeordneter der Schleswig-Holsteinischen Landesversammlung für den Wahlkreis Holstein 24 in Schönberg. Er  gehörte 1848 der Gemeinsamen Regierung für Schleswig-Holstein an und war Mitglied der Holsteinischen Ständeversammlung. Als Richter wurde er 1856 zusammen mit dem Gerichtspräsidenten Friedrich Christian Schmidt und dem Oberappellationsgerichtsrat Heinrich Rudolph Brinkmann durch den dänischen Minister für Holstein und Lauenburg Ludwig Nicolaus von Scheele gegen seinen Willen pensioniert, was zu Protesten der schleswig-holsteinischen Landstände unter ihrem Präsidenten Carl von Scheel-Plessen beim dänischen König Christian IX. und zu einer Klage vor dem Oberappellationsgericht führte, das sich aber für nicht zuständig erklärte. Am 24. Dezember ernannte die Universität Gießen alle drei entlassenen Richter zum Dr. iur. h. c.
Bis 1864 war er ohne Amt, vertrat aber von 1862 bis 1864 Holstein-Lauenburg in der in Hannover tagenden Juristenkommission des Deutschen Bundes zur Erarbeitung einer gesamtdeutschen Zivilprozessordnung. 
Nach dem Deutsch-Dänischen Krieg wurde er von der neuen preußischen Regierung zum Präsidenten des Appellationsgerichts Flensburg ernannt, welches das oberste Gericht für den Landesteil Schleswig war. Bei Auflösung dieses Gerichts 1867 trat er in den Ruhestand. Er kehrte nach Kiel zurück, wo er 1885 starb. Bis ins hohe Alter war er fachwissenschaftlich tätig. Von 1863 bis 1879 leitete er die Redaktion von „Seuffert's Archiv“.

## Auszeichnungen
- Roter Adlerorden, 3. Klasse (18. Januar 1866, 1872: mit der Schleife)[1]